# Синьогорське сільське поселення (Нагорський район)
Синього́рське сільське поселення (рос. Синегорское сельское поселение) — адміністративна одиниця у складі Нагорського району Кіровської області Росії. Адміністративний центр поселення — село Синьогор'є.

## Історія
Станом на 2002 рік на території сучасного поселення існували такі адміністративні одиниці:
- Синьогорське сільський округ (село Синьогор'є, селища Крутий Лог, Митьєць, Первомайськ, присілок Семиколінні)
- Шкарський сільського округу (село Шкари, присілки Даниловці, Липовка, Павлушонки)

Поселення було утворене згідно із законом Кіровської області від 7 грудня 2004 року № 284-ЗО у рамках муніципальної реформи шляхом об'єднання Синьогорського та Шкарського сільських округів.

## Населення
Населення поселення становить 1253 особи (2017; 1300 у 2016, 1372 у 2015, 1429 у 2014, 1497 у 2013, 1546 у 2012, 1614 у 2010, 2331 у 2002).

## Склад
До складу поселення входять 7 населених пункти:
| Населений пункт       | Населення, осіб (2002) | Населення, осіб (2010) |
| --------------------- | ---------------------- | ---------------------- |
| Даниловці, присілок   | 3                      | 0                      |
| Крутий Лог, селище    | 214                    | 134                    |
| Липовка, присілок     | 164                    | 131                    |
| Митьєць, селище       | 142                    | 18                     |
| Павлушонки, присілок  | 12                     | -                      |
| Первомайськ, селище   | 389                    | 179                    |
| Семиколінні, присілок | 5                      | -                      |
| Синьогор'є, село      | 1384                   | 1150                   |
| Шкари, село           | 18                     | 2                      |